# Communauté de communes du pays des Abers

Ancien logo de l'intercommunalité.

La communauté de communes du pays des Abers est une communauté de communes française, située dans le département du Finistère, en région Bretagne.
Cette intercommunalité est membre du pôle métropolitain Pays de Brest.

## Histoire
Elle a été créée le 17 décembre 1993, sous le nom de communauté de communes de la région de Plabennec, elle regroupe alors 7 communes. 
En 1997, les quatre communes du syndicat d'équipement des Abers et les communes de Saint-Pabu et Plouguin rejoignent la structure qui prend alors le nom de communauté de communes de Plabennec et des Abers. 
Depuis le 29 juin 2009, elle se nomme communauté de communes du Pays des Abers.

## Territoire communautaire

### Géographie
Située au nord-ouest  du département du Finistère, la communauté de communes du Pays des Abers regroupe 13 communes et s'étend sur 271 km2.

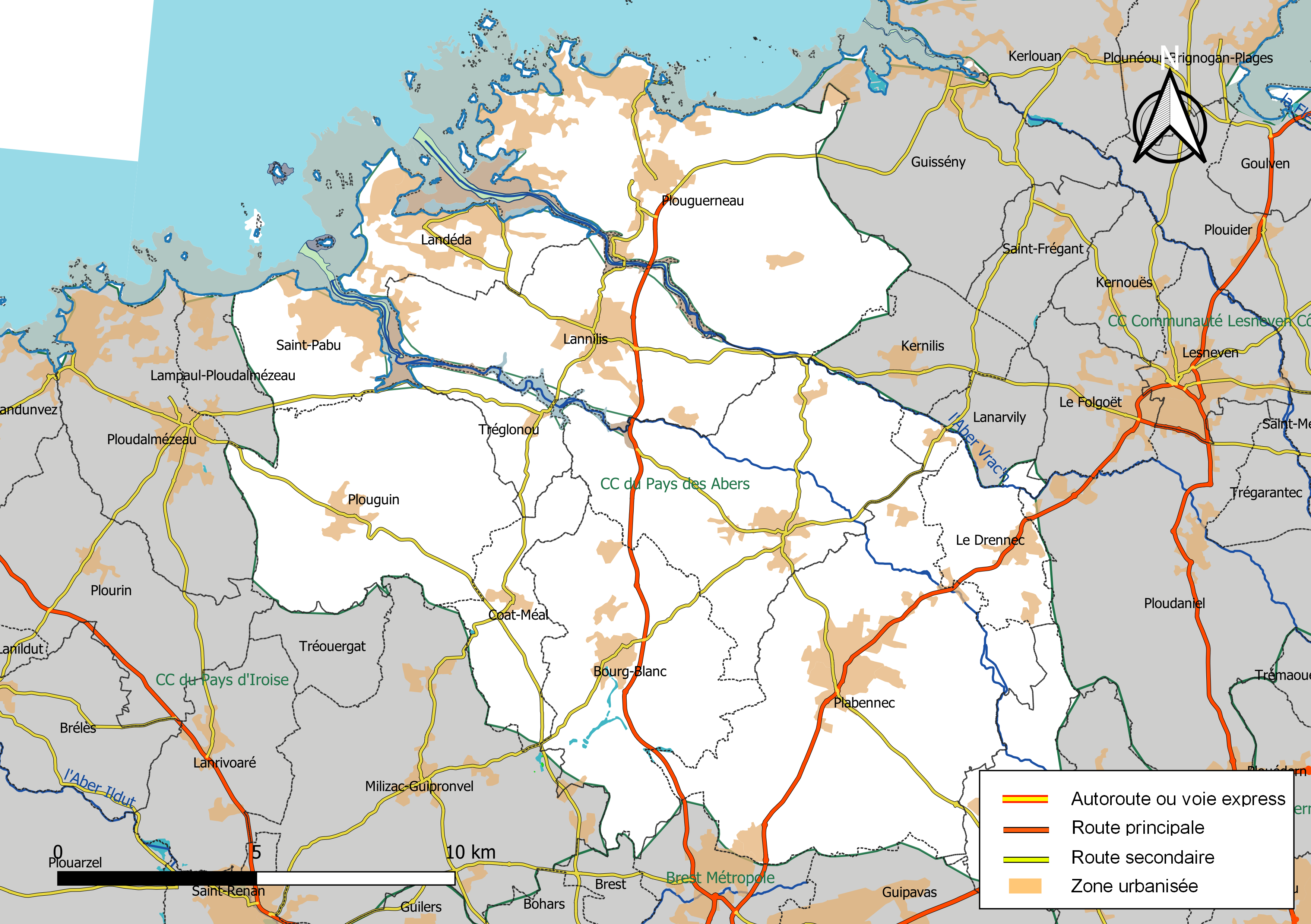
Carte de la communauté de communes du Pays des Abers au 1er janvier 2019.

### Composition
La communauté de communes est composée des 13 communes suivantes :

| Nom                | Code Insee | Gentilé         | Superficie (km2) | Population (dernière pop. légale) | Densité (hab./km2) |
| ------------------ | ---------- | --------------- | ---------------- | --------------------------------- | ------------------ |
| Plabennec (siège)  | 29160      | Plabennécois    | 50,43            | 8 633 (2022)                      | 171                |
| Bourg-Blanc        | 29015      | Blanc-Bourgeois | 28,31            | 3 544 (2022)                      | 125                |
| Coat-Méal          | 29035      | Coat-Méaliens   | 10,82            | 1 135 (2022)                      | 105                |
| Le Drennec         | 29047      | Drennécois      | 9,5              | 1 911 (2022)                      | 201                |
| Kersaint-Plabennec | 29095      | Kersaintais     | 11,95            | 1 537 (2022)                      | 129                |
| Landéda            | 29101      | Landédaens      | 10,98            | 3 695 (2022)                      | 337                |
| Lannilis           | 29117      | Lannilisiens    | 23,52            | 5 712 (2022)                      | 243                |
| Loc-Brévalaire     | 29126      | Brévalairiens   | 1,67             | 210 (2022)                        | 126                |
| Plouguerneau       | 29195      | Plouguernéens   | 43,33            | 6 719 (2022)                      | 155                |
| Plouguin           | 29196      | Plouguinois     | 31,02            | 2 236 (2022)                      | 72                 |
| Plouvien           | 29209      | Plouviennois    | 33,51            | 3 930 (2022)                      | 117                |
| Saint-Pabu         | 29257      | Saint-Pabusiens | 9,94             | 2 078 (2022)                      | 209                |
| Tréglonou          | 29290      | Tréglonousiens  | 6,04             | 689 (2022)                        | 114                |

### Démographie
| 1968   | 1975   | 1982   | 1990   | 1999   | 2010   | 2015   | 2016   | 2017   |
| ------ | ------ | ------ | ------ | ------ | ------ | ------ | ------ | ------ |
| 25 227 | 26 617 | 30 287 | 32 083 | 33 814 | 39 498 | 40 451 | 40 699 | 41 028 |

| 2018   | - | - | - | - | - | - | - | - |
| ------ | - | - | - | - | - | - | - | - |
| 41 207 | - | - | - | - | - | - | - | - |

### Tourisme
- Le territoire de la CCPA englobe deux des abers les plus connus, l'Aber-Wrac'h  et l'Aber-Benoît, qui entaillent profondément les rivages du nord-ouest du Léon. Ils offrent des paysages très divers, qui peuvent être restés sauvages, ou au contraire abriter des activités liées à la mer, comme l'ostréiculture, la pêche côtière et la pêche des algues. On y trouve aussi, en toute saison, un nombre important de bateaux de plaisance.
- Le port de l'Aber-Wrac'h (Landéda), port principalement de plaisance (370 places sur pontons et haltères), mais avec une activité de pêche, en accès permanent indépendant des marées
- L'ensemble des mouillages organisés sur l'Aber Benoît (près de 600)
- Le phare de l'Île Vierge à Plouguerneau : construit de 1897 à 1902, c'est le plus haut phare d'Europe et le plus haut phare en pierre du monde (82 m)
- Les plages de Landéda, Plouguerneau, Saint-Pabu
- La vallée des moulins : on en dénombre près de 160 autour des deux abers
- Les nombreuses chapelles qui jalonnent tout le territoire
- Les multiples croix de pierre, parfois très anciennes, qui marquent les routes, en particulier sur la commune de Plouguerneau
- Les nombreux sentiers et boucles de randonnée, balisés, sur la côte et à l'intérieur des terres.
- La véloroute 45 et la véloroute des Abers[4], qui relie le port de l'Aber Wrac'h aux espaces portuaires de Brest[5].

## Administration

### Siège
Le siège de la communauté de communes est à Plabennec, 58 avenue de Walenthofen.

### Tendances politiques
| Commune            | Maire                     | Étiquette | Étiquette |
| ------------------ | ------------------------- | --------- | --------- |
| Bourg-Blanc        | Bernard Gibergues         |           | LR        |
| Coat-Méal          | Yann Le Louarn            |           | DVD       |
| Kersaint-Plabennec | Patrice Boucher           |           | SE        |
| Landéda            | Christine Chevalier       |           | DVG       |
| Lannilis           | Jean-François Tréguer     |           | DVD       |
| Le Drennec         | Monique Loaëc             |           | SE        |
| Loc-Brévalaire     | Philippe Le Pollès        |           | DVD       |
| Plabennec          | Marie-Annick Creac'hcadec |           | LR        |
| Plouguerneau       | Yannig Robin              |           | DVG       |
| Plouguin           | Roger Talarmain           |           | DVD       |
| Plouvien           | Hervé Oldani              |           | DVD       |
| Saint-Pabu         | David Briant              |           | SE        |
| Tréglonou          | Guy Taloc                 |           | DVD       |

### Conseil communautaire
Les 49 conseillers titulaires sont ainsi répartis selon le droit commun comme suit : 
| Nombre de délégués | Communes                                  |
| ------------------ | ----------------------------------------- |
| 9                  | Plabennec                                 |
| 7                  | Plouguerneau                              |
| 6                  | Lannilis                                  |
| 5                  | Plouvien                                  |
| 4                  | Bourg-Blanc, Landéda                      |
| 3                  | Plouguin, Saint-Pabu                      |
| 2                  | Coat-Méal, Kersaint-Plabennec, Le Drennec |
| 1                  | Loc-Brévalaire, Tréglonou                 |

### Élus
La communauté de communes est administrée par son conseil communautaire constitué en 2020 de 49 conseillers communautaires, qui sont des conseillers municipaux représentant chacune des communes membres.
À la suite des élections municipales de 2020 dans le Finistère, le conseil communautaire du 4 juin 2020 a élu son président, Jean-François Tréguer, maire de Lannilis, ainsi que ses 9 vice-présidents. Le 27 octobre 2020, à la suite de son élection au Sénat, Nadège Havet démissionne de ses fonctions de vice-présidente mais reste membre du bureau communautaire. Le nombre de vice-présidences passe ainsi de neuf à huit. À cette date, la liste des vice-présidents est la suivante :
|     | Attributions                                                 | Identité                  | Qualité                              |
| --- | ------------------------------------------------------------ | ------------------------- | ------------------------------------ |
| 1re | Aménagement, urbanisme, habitat et PCAET                     | Marie-Annick Creac'hcadec | Maire de Plabennec                   |
|     | Moyens et ressources, mouillages de l'Aber Benoit            | Andrew Lincoln            | Conseiller municipal de Plouguerneau |
|     | Développement économique                                     | Bernard Gibergues         | Maire de Bourg-Blanc                 |
|     | Déchets et économie circulaire                               | Christine Chevalier       | Maire de Landéda                     |
|     | Eau et assainissement, gestion des eaux brutes               | Guy Taloc                 | Maire de Tréglonou                   |
|     | Relations avec le bloc local, solidarités et mobilités, SPPL | Roger Talarmain           | Maire de Plouguin                    |
|     | Travaux et numérique, ENS                                    | Yann Le Louarn            | Maire de Coat-Méal                   |
|     | Développement touristique                                    | Hervé Oldani              | Maire de Plouvien                    |

Par ailleurs, des conseillers communautaires ont été élus membres du bureau :
- Monique Loaëc, maire du Drennec
- Nadège Havet, conseillère municipale de Saint-Pabu et sénatrice du Finistère
- Yannig Robin, maire de Plouguerneau
- Patrice Boucher, maire de Kersaint-Plabennec
- Philippe Le Pollès, maire de Loc-Brévalaire
- Gwendal Le Coq, conseiller municipal de Lannilis

Ensemble, ils forment le bureau communautaire pour la période 2020-2026.
Bureau communautaire (période 2014-2020)
Élu le 24 avril 2014
- Christian Calvez, président
- Jean-François Tréguer, 1er vice-président
- Christine Chevalier, vice-présidente
- Marie-Annick Creac'hcadec, vice-présidente
- Bernard Gibergues, vice-président
- Nadège Havet, vice-présidente
- Andrew Lincoln, vice-président
- Roger Talarmain, vice-président
- Guy Taloc, vice-président
- Dominique Bergot
- Laurent Chardon
- Yann Le Louarn
- Philippe Le Pollès
- Jean-Yves Roquinarc'h

### Liste des présidents
| Période | Période  | Identité              | Étiquette    | Qualité |
| ------- | -------- | --------------------- | ------------ | --- |
| 1993    | 2008     | Louis Coz             | RPR puis UMP | Maire de Plabennec (1995 → 2008) Conseiller général du canton de Plabennec (1985 → 2011) Réélu en 1995 et 2001 |
| 2008    | 2020     | Christian Calvez      | DVD          | Maire de Plouvien (1995 → 2020) Réélu en 2014                                                                  |
| 2020    | En cours | Jean-François Tréguer | DVD          | Maire de Lannilis (2014 → )                                                                                    |

### Compétences
Les compétences et statuts de la CCPA sont disponibles sur le site de la communauté à la page suivante :
http://www.pays-des-abers.fr/index.php?rub=les_competences_de_la_ccpa
Ces compétences ont évolué depuis la création de la communauté, par la mise en œuvre des choix du conseil communautaire et des conseils municipaux assujettis aux règles particulières de majorité qualifiée appliquées en la matière.
Outre la mise en œuvre des compétences obligatoires, prévues par la réglementation, elle exerce des compétences spécifiques liées à la géographie et à l'histoire de son territoire. Ainsi, par exemple, la CCPA est la réalisatrice d'un port, plaisance et pêche, à l'Aber Wrac'h, géré par la Chambre de Commerce de Brest dans le cadre d'une délégation de service public. Elle a aussi créé et gère en régie l'ensemble des mouillages sur l'Aber Benoît. Elle affirme ainsi son rôle dans le domaine maritime du Pays des Abers et plus généralement du Pays de Brest dont elle est un des constituants.

### Régime fiscal et budget
La communauté de communes est un établissement public de coopération intercommunale à fiscalité propre.
Afin de financer l'exercice de ses compétences, l'intercommunalité perçoit la fiscalité professionnelle unique (FPU) – qui a succédé à la taxe professionnelle unique (TPU) – et assure une péréquation de ressources entre les communes résidentielles et celles dotées de zones d'activité.